# Close My Eyes (Sander van Doorn)
Close My Eyes is een nummer van de Nederlandse dj Sander van Doorn uit 2009, ingezongen door de Britse zanger Robbie Williams.
Het nummer haalde een bescheiden 17e positie in de Nederlandse Top 40, en in Vlaanderen haalde het de 19e positie in de Tipparade.